# Ковальски, Керстин
Керстин Ковальски (нем. Kerstin Kowalski; род. 25 января 1976, Потсдам), в замужестве эль-Калькили (нем. El Qalqili) — немецкая гребчиха, выступавшая за сборную Германии по академической гребле во второй половине 1990-х — первой половине 2000-х годов. Двукратная олимпийская чемпионка, трёхкратная чемпионка мира, победительница многих регат национального и международного значения.

## Биография
Керстин Ковальски родилась 25 января 1976 года в Потсдаме, ГДР. Проходила подготовку в местном гребном клубе «Потсдамер» под руководством тренера Ютты Лау. Тренировалась вместе с сестрой-близнецом Маней, с которой впоследствии выступала в одном экипаже на протяжении большей части своей спортивной карьеры.
Впервые заявила о себе в гребле в 1994 году, выиграв золотую медаль в парных четвёрках на чемпионате мира среди юниоров в Мюнхене.
В период 1995—1996 годов в составе немецкой национальной сборной принимала участие в молодёжном Кубке наций, где дважды подряд побеждала в программе парных двоек.
В 1997 году дебютировала на взрослом Кубке мира, в частности в четвёрках получила бронзу на этапе в Люцерне.
В 1999 году в двойках на этапах Кубка мира в Вене и Люцерне взяла золото и серебро соответственно, в то время как в четвёрках одержала победу на чемпионате мира в Сент-Катаринсе. 
Благодаря череде удачных выступлений удостоилась права защищать честь страны на летних Олимпийских играх 2000 года в Сиднее — в составе четырёхместного экипажа, куда также вошли гребчихи Майке Эверс, Мануэла Лутце и её сестра Маня Ковальски, заняла здесь первое место и тем самым завоевала золотую олимпийскую медаль. За это выдающееся достижение позже была награждена высшей спортивной наградой Германии «Серебряный лавровый лист».
После сиднейской Олимпиады Ковальски осталась в составе гребной команды Германии и продолжила принимать участие в крупнейших международных регатах. Так, в 2001 году в парных двойках она победила на этапах Кубка мира в Нью-Джерси, Севилье и Мюнхене, а также выиграла чемпионат мира в Люцерне.
В 2002 году завоевала золотую медаль в четвёрках на мировом первенстве в Севилье, став таким образом трёхкратной чемпионкой мира по академической гребле.
В 2003 году побывала на чемпионате мира в Милане, откуда привезла награду бронзового достоинства, выигранную в зачёте парных четвёрок — в решающем финальном заезде уступила только экипажам из Австралии и Белоруссии.
Находясь в числе лидеров немецкой национальной сборной, благополучно прошла отбор на Олимпийские игры 2004 года в Афинах — здесь совместно с Катрин Борон, Мануэлой Лутце и Майке Эверс снова победила в программе парных четвёрок, добавив в послужной список ещё одну золотую олимпийскую медаль. Вскоре по окончании этих соревнований приняла решение завершить спортивную карьеру.
Была замужем за коллегой по немецкой сборной Ираджем эль-Калькили и на некоторых соревнованиях выступала под фамилией мужа.